# Asyndetus caudatus
Asyndetus caudatus is een vliegensoort uit de familie van de slankpootvliegen (Dolichopodidae). De wetenschappelijke naam van de soort is voor het eerst geldig gepubliceerd in 1916 door Van Duzee.